# 루나마트로나
루나마트로나(Lunamatrona)는 이탈리아 사르데냐 주 수드사르데냐도에 있는 코무네이다. 칼리아리에서 북서쪽으로 약 50 킬로미터 (31 mi) 떨어져 있고, 산루리에서 북쪽으로 약 9 킬로미터 (6 mi) 떨어진 마르밀라 평원 내부에 위치한다.
루나마트로나는 다음 코무네와 접한다: 콜리나스, 파울리 아르바레이, 산루리, 시디, 빌라마르, 빌라노바포루.